# Réforme de la sécurité civile belge
La réforme de la sécurité civile belge (néerlandais : Hervorming van de Civiele Veiligheid) est une réforme de l'État belge proposée dès 2006 à la suite de la catastrophe de Ghislenghien survenue le 30 juillet 2004.
La réforme fut entamée sous le Gouvernement Verhofstadt III par la loi du 15 mai 2007, concernant la sécurité civile. Elle a pour but d'accroître l'efficacité et la rapidité d'intervention des services d'incendie et des unités de la protection civile, de mieux coordonner les différents services d'urgence ainsi que d'améliorer la formation et le statut légal et juridique des agents, de répartir plus équitablement les moyens et leur financement et de créer un organisme de gestion de ces deux services : la Direction générale de la sécurité civile.

## Genèse

### Contexte

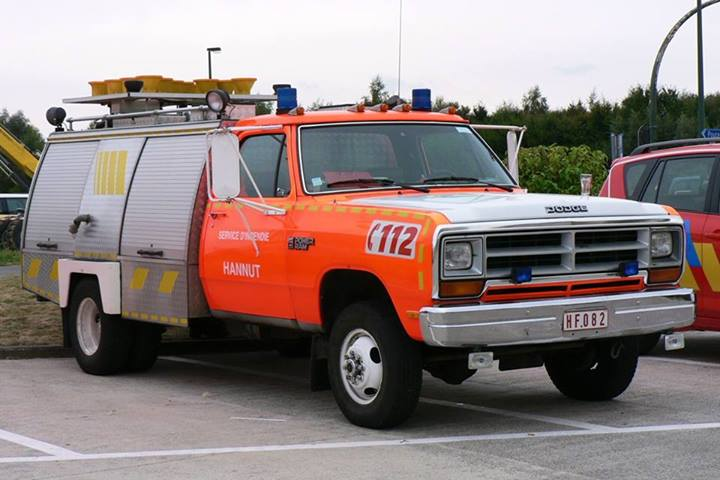
Avant la création des zones de secours à la suite de la réforme, les pompiers belges étaient des services régionaux d'incendie, sous la tutelle d'une commune, comme ici à Hannut.

Avant la réforme, le texte réglementaire de base sur la sécurité civile datait de 1963. Les pompiers belges étaient dénommés Services Régionaux d'Incendie (SRI) et étaient sous tutelle communale (ou intercommunale dans certains cas, comme l'Intercommunale d'Incendie de Liège et Environs ou le Service d'incendie et d'aide médicale urgente de la région de Bruxelles-Capitale, par exemple), l'autorité responsable était donc le bourgmestre. Chaque commune décidait donc de se munir, ou non, d'un service d'incendie et de l'équiper à sa guise, tant en personnel qu'en matériel, tant pour les missions de secours des pompiers que pour celles de l'aide médicale urgente.
Il existait 251 services régionaux d'incendie dans le Royaume avant la réforme. D'où des différences statutaires et salariales d'une commune à l'autre ou des conflits entre les communes, les provinces et l'état pour savoir qui payait tel ou tel matériel en fonction du ministère auquel le matériel était attribué (le SPF Intérieur pour le matériel « pompier », ou le SPF santé publique pour l'aide médicale urgente (ambulances).
De plus, un problème se posait à propos de la gestion territoriale, les limites de secteurs d'interventions étant fixées à l'avance, de manière arbitraire et ne prenaient pas en compte la possibilité que le corps de la commune voisine puisse arriver plus rapidement à certaines endroits d'une autre commune.[réf. nécessaire]
Les communes qui ne disposaient pas de services d'incendie propres pouvaient alors passer des accords avec une commune voisine qui en disposaient afin d'être couvertes, moyennant généralement une participation financière ou la création d'un poste avancé.

### La catastrophe de Ghislenghien et la commission Paulus
Le 30 juillet 2004, survint la catastrophe de Ghislenghien qui fit 24 morts (dont 5 pompiers de la caserne d'Ath) et 132 blessés lors de la rupture d'un gazoduc à haute pression qui entraina une explosion sur un zoning industriel. Cette catastrophe mit en lumière des dysfonctionnements dans l’organisation et la coopération entre les services de secours et entraina une réflexion du monde politique quant à la nécessité d'une réforme de la sécurité civile belge (pompiers et protection civile). Une commission fut mise en place dès le 7 septembre 2004 et dirigée par Camille Paulus (VLD), alors gouverneur de la Province d'Anvers qui traça les grandes lignes d'amélioration :
- une organisation optimale des secours à la population (l'aide adéquate la plus rapide)
- l'amélioration de la sécurité des citoyens et des secouristes
- la professionnalisation du cadre de travail des membres des services de secours au niveau de la formation, du matériel, des procédures opérationnelles standardisées, du statut uniforme des professionnels et volontaires des services d'incendie.

À la suite de cette commission, dite commission Paulus, le ministre de l'intérieur de l’époque, Patrick Dewael, proposa la réforme en 2006 et celle-ci fut finalement  traduite dans une loi fondatrice publiée au moniteur belge le 15 mai 2007.
Une réorganisation complète de la planification de l'urgence en Belgique fut également menée, notamment via la création de cinq « disciplines de l'urgence » par l'arrêté royal du 16 février 2006.
Ces cinq disciplines sont : 
- La discipline 1 (D1) : les pompiers.
- La discipline 2 (D2) : le médical.
- La discipline 3 (D3) : la police.
- La discipline 4 (D4) : l'appui logistique (plusieurs services tels que la protection civile, la Croix-Rouge de Belgique ou encore l'armée).
- La discipline 5 (D5) : l'information (médias et autorités à divers échelons : communales, provinciales ou fédérales).

La police avait déjà été réformée le 1er janvier 2001, à la suite de l'Affaire Dutroux.
Concernant l'aide médicale urgente, un projet d'une première partie de réforme pour les personnes en séjour irrégulier a été approuvé le 15 mars 2018 par la Chambre des représentants.
Enfin, la réforme de la protection civile, elle, eut lieu le 1er janvier 2019, par le ministre Jan Jambon.

### Groupes de travail
Afin de mener à bien cette réforme, des groupes de travail (aussi appelés « task forces ») ont été mis en place afin de préparer les textes et les lois à faire signer par le gouvernement pour officialiser la réforme. Ils sont composés de différents experts en fonction du thème de travail du groupe d'étude. On y trouve donc des pompiers, des agents de la protection civile, mais aussi des politiciens ou des médecins.
On retrouvera cette philosophie dans la création du KCCE : le centre de connaissances fédéral de la sécurité civile, inauguré le 10 juin 2008.

## Mise en œuvre

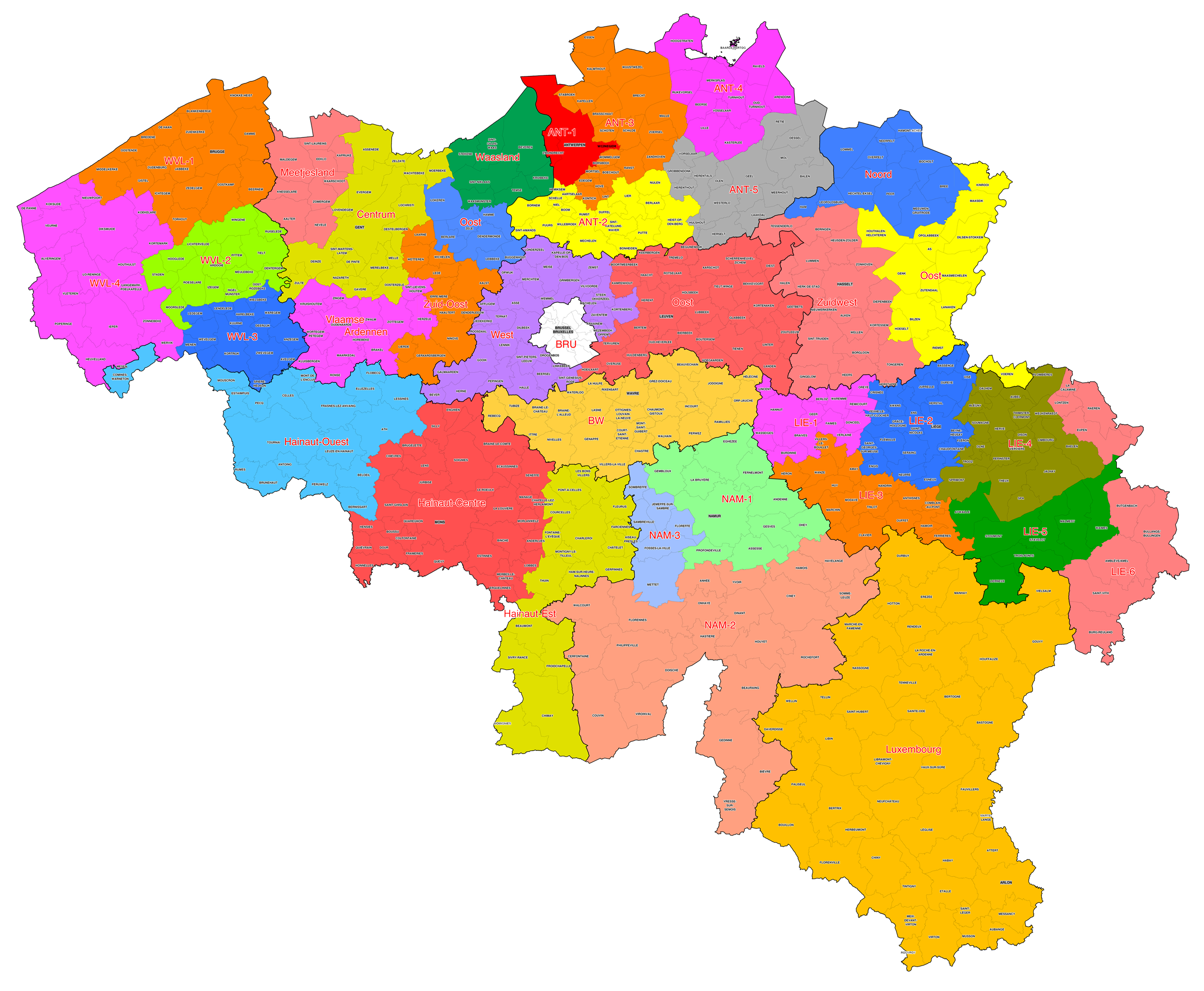
L'une des applications majeures de la réforme fut la création de zones de secours, à l'instar des zones de police après la réforme des polices de 2001.

Il fallut attendre le 1er janvier 2014 pour que les zones de secours commencent à être effectives, sous la dénomination de « pré-zones opérationnelles » (PZO) et ce n'est que le 1er janvier 2015 que le passage en zone s'effectua officiellement. Les dernières pré-zones entrant officiellement en activité le 1er janvier 2016.
Quant à la protection civile, elle sera réformée en 2019 par Jan Jambon.

### Parution des différents textes de loi
- Loi du 15 mai 2007 concernant la réforme de la sécurité civile belge[12].
- Loi du 22 janvier 2007 concernant la création du KCCE, le Centre fédéral de Connaissances pour la Sécurité civile (Moniteur Belge du 21 février 2007)[13].
- Arrêté royal du 28 mars 2007 relatif à un Centre fédéral de Connaissances pour la Sécurité civile[14].
- Arrêté royal du 2 février 2009[15], déterminant la délimitation territoriale des zones de secours.

## Changements et conséquences

### Organisation
- Le 1er janvier 2015 : création de 34 zones de secours remplaçant les 251 anciens services régionaux d'incendie.
- Chaque zone de secours s'équipe au fur et à mesure de son dispatching spécifique pour la « discipline 1 », autrefois assuré par la Centrale 100 territorialement compétente (échelon provincial). Celles-ci gardent toutefois la fonction de dispatching pour la « discipline 2 », soit la gestion des véhicules d'aide médicale urgente (le plus souvent des ambulances) qui appartiennent aux zones de secours.

### Grades
| |  |  |
| Le grade d'Adjudant-chef (ici à gauche) fait partie des six grades de pompiers supprimés lors de la réforme, celui de Colonel (à droite) est le seul à avoir été créé. |  |  |

- La ligne hiérarchique fut divise en trois « cadres », inspirés du système ICS[16] : 
  - Le cadre supérieur, dit stratégique (Officiers)
  - Le cadre moyen, dit tactique (Sous-officiers)
  - Le cadre de base, dit technique (Hommes du rang)

- Le nombre de grades a été revu à la baisse, passant de 15 à 8. Six grades ont été supprimés (Premier-sergent, Sergent-major, Adjudant-chef, Sous-lieutenant, Capitaine-Commandant et Lieutenant-colonel). Un grade a été créé (Colonel).
- Lors de l'entrée en vigueur de la réforme, le 1er janvier 2015, tous les officiers furent automatiquement promus au grade supérieur. Toutefois, aucune mesure de promotion ne fut prise pour le cadre de base et moyen[17].

### Formation
- Le Centre de connaissances pour la sécurité civile en Belgique KCCE est créé le 22 janvier 2007 avec pour but la collecte, le traitement, la mise à disposition et le développement d'expertise en matière de sécurité civile. Parmi ses prérogatives, on trouve celle de la parution d'ouvrages nationaux de formation (exemple: le « B01 », le nouveau brevet de base de 264 heures[18])pour devenir pompier en Belgique).

- La dispense de la formation devient une compétence provinciale indépendante des zones de secours. Elle est, pour ce faire, déléguée à des organismes nouvellement créés à cet effet: les instituts provinciaux de formation (IPF).

- La formation a été uniformisée à l'échelon national et, pour la « discipline 1 » (les pompiers), elle fut divisée en trois parties (indépendamment de l'aide médicale urgente, relevant de la « discipline 2 » et étant à part) : la formation de base, la formation dite continue et la formation dite permanente. Des impositions de quotas d'heures de formation ont été développés par un arrêté royal paru le 18 novembre 2015, obligeant chaque pompier belge à effectuer annuellement 24 heures de formation continue et 24 heures de formation permanente[19]

- Huit brevets ont été créés pour donner accès a chacun des huit nouveaux grades[20] :
  - Cadre de base : « B01 »  pour l'instruction de base donnant accès au grade de Sapeur et « B02 » pour celui de Caporal.
  - Cadre moyen : « M01 » pour le grade de Sergent et « M02 » pour celui d'Adjudant.
  - Cadre supérieur : « OFF1 » pour le grade de Lieutenant, « OFF2 » pour celui de Capitaine, « OFF3 » pour celui de Major et « OFF4 » pour le grade Colonel.

### Planification de l'urgence
- Le 16 février 2006 : création des 5 disciplines de l'urgence dans le cadre de la refonte de la planification d'urgence en Belgique.

### Cadre légal
- Instauration et application de l'aide adéquate la plus rapide[21], abrégé « AA+R », devenant le principe de base d'envoi des secours en Belgique. Autrement dit, les limites communales, provinciales, ou régionales ne peuvent plus faire obstacle aux interventions des services d'urgence.